# Zakamenskij rajon
Il Zakamenskij rajon (in russo Закаменский район?) è un municipal'nyj rajon della Repubblica autonoma di Buriazia, nella Siberia. Istituito il 26 settembre 1927, occupa una superficie di circa 15.320 chilometri quadrati, ha come capoluogo Zakamensk e ospita una popolazione di circa 27.000 abitanti.